# Brouwerij Mena
Brouwerij Mena is een voormalige bierbrouwerij die actief was in de Belgische gemeente Rotselaar van 1897 tot 1969.

## MeNa
De brouwerij werd in 1897 opgericht binnen de bestaande boerderij van Eduard Meynckens, die de stiel had geleerd bij Brouwerij Van Roost (Jack-Op) in Werchter. Na zijn dood zette zoon Valère Meynckens de zaak verder in samenwerking met Henri Nackaerts. De eerste twee letters van hun beider familienaam werd gebruikt als bedrijfsnaam: MeNa.
Men produceerde er het hoge gistingsbier Boelt en Dobbelen Boelt en vanaf 1930 werd ook de Mena-Pils gebrouwen. Om de stijgende productie te kunnen huisvesten werd er in 1933 een 24-meter hoog gebouw opgericht in art-deco-stijl.

## Culturele bestemming
In 1969 werd de brouwerij overgenomen door Brouwerij Artois die in 1988 zelf opging in Interbrew. Het gebouw zelf werd in 1994 geklasseerd als beschermd monument. Een restauratie van om en bij de € 4 miljoen deed de brouwerij transformeren in een gemeentelijke cultureel centrum.
In 2008 werd de voormalige brouwerij herbestemd tot gemeentelijk vrijetijdscentrum, met onder meer de bibliotheek en tal van vergaderzalen. Talrijke relicten (foto's, bierflesjes, publiciteitsmateriaal) zijn permanent tentoongesteld in het gebouw.